# Macrocoma seriesericans
Macrocoma seriesericans é uma espécie de escaravelho de folha da Argélia, descrito por Léon Fairmaire em 1876.